# Victoriano Ríos Pérez
Victoriano Ríos Pérez (San Cristóbal de La Laguna (Tenerife, Canàries, 10 de juny de 1930 - Tenerife, 9 de gener de 2018) va a ser un mèdic i polític canari membre de Coalició Canària, senador i diputat al parlament de Canàries.

## Biografia
Va estudiar medicina en la Universitat de La Laguna, ha estat president del Col·legi Oficial de Metges de Santa Cruz de Tenerife entre 1976 i 1982, i ha exercit com a professor en la citada universitat. Va ser cap de servei de l'Hospital Universitari de Canàries, és acadèmic numerari de la Reial Acadèmia de Medicina de Canàries i membre de l'Acadèmia de Doctors de Madrid.
Durant la transició espanyola va militar en formacions de caràcter nacionalista canari, i va exercir com a president de les Agrupacions Independents de Canàries (AIC), a través de l'Agrupación Tinerfeña Independiente (A.T.I.). Va ser escollit com a diputat per l'illa de Tenerife a les eleccions al Parlament de Canàries de 1987 i 1991, ocupant la Presidència del Parlament de Canàries des de 1987 fins a 1995. Entre 1995 i 2003 fou designat Senador per la Comunitat Autónoma de Canàries, ocupant en la Cambra alta els càrrecs de Secretari Segon de la Taula del Senat, membre de la Diputació Permanent del Senat i portaveu del Grup Parlamentari de Senadors de Coalició Canària i de la Comissió general de les Comunitats Autònomes.
A les eleccions al Parlament de Canàries de 2003 va ser escollit novament com a diputat per l'illa de Tenerife, però va renunciar a l'escó l'any següent. Actualment primer membre d'Honor de Coalició Canària. És membre de la Reial Societat Econòmica d'Amics del País i membre de l'Institut d'Estudis Canaris. També cofundador del Centre d'Anàlisi i Estudis (CAERP) i membre de la Fundació Nicolás Estévanez. Ha escrit un llibre sobre els antecedents i iniciatives parlamentàries sobre la delimitació del mar de Canàries.
Va morir a Tenerife el 9 de gener de 2018. La vetlla va quedar instal·lat al cementiri de Santa Lastenia, a la capital de Tenerife.